# 思唐古建筑群
思唐古建筑群位于中国贵州省思南县县城思唐镇，主要分布在安化街，包括府文庙、万寿宫、永祥寺、川主宫、王爷庙、周和顺盐号及古民居、古街，2006年被列为第六批全国重点文物保护单位。
思南府文庙始建于明成化二十二年（1486年），清嘉庆十二年（1807年）重修，占地7375平方米，建筑面积2104平方米，现存礼门、义路、泮池、棂星门、大成门、大成殿、崇圣祠、追封殿及厢房等建筑。
思南万寿宫始建于明初，占地4285平方米，建筑面积1285平方米，现存山门、戏楼、抱厦、正殿及厢房等建筑。
川主宫始建于明正统年间，清道光十七年（1837年）重建，占地1230平方米，建筑面积604平方米，现存厢房、抱厦、正殿、后殿等建筑。
王爷庙始建于明万历年间，清光绪二年（1876年）重修，占地2392平方米，建筑面积1310平方米，现存厢房、抱厦、正殿、钟楼、鼓楼等建筑。
周和顺盐号建于清代，建筑面积612平方米，现存对厅、厢房、正房、盐仓等建筑。